# Xylotoles traversii
Xylotoles traversii là một loài bọ cánh cứng trong họ Cerambycidae.